# 菅家ゆかり (モデル)
菅家 ゆかり（かんけ ゆかり、1989年7月30日 - ）は、日本の女優、ファッションモデル。埼玉県出身。ゆかりん、かんちゃんなど愛称される。
身長160cm。女優やモデル、ラジオパーソナリティとして活躍。
アクションを得意とする。JAC(ジャパンアクションクラブ)でアクションを習得し、日本やアメリカで忍者ショーに出演。
女優の他、宇都宮競輪をPRするらいりんガールとしても活動している。

## 来歴

### 生い立ち
幼少期は恥ずかしがり屋で、親の後ろに隠れて挨拶もできない子だった。中学生の時にマラソン大会で1位を取り表彰台に上がったことをきっかけに、人前に出ることが楽しいと感じるようになる。ファッション誌を見ることが好きで、いつしかモデルに憧れるようになった。

### デビューからモデルとして
高校生になりモデルになりたいという夢を持つようになる。休日には渋谷109前や原宿の竹下通りを何往復もするもスカウトされず。雑誌Seventeenのページについていた「読者モデル募集」を書いて送ったことがきっかけで、読者モデルとして毎月呼ばれるようになる。他にも雑誌Cawaii!にも掲載されていた。
この頃高校に行きながらアルバイトで貯めたお金で大手モデル事務所エリート・モデル・マネジメントのモデルスクールに通いウォーキングやポージングを学ぶ。そこで周りを見た時にみんな背が高く脚が長いし顔も小さい。高校生ながらにして自分はモデルでご飯は食べていけないことを悟る。

### モデルから女優へ
モデルの夢を諦めきれずにいた時、立ち寄ったコンビニの雑誌コーナーで表紙を飾っているのは半分以上がモデルではなく女優だということに気がつく。そこから女優になろうと決意。

### 女優として
エキストラで現場を学びながら演技のレッスンを数多く受けるも、演技の楽しさが分からなかった。元々恥ずかしがり屋なこともあり、違う役になるという殻を破ることができないまま5年が経過。そんなある時急に演技を楽しいと思うようになる。何がきっかけかは自分でも分からないそうだが、そこから演技の仕事をすることが楽しく、自身のTikTokでは演技動画を多くUPしている。

### アクションの世界へ
昔から運動には自信があったことから2018年から2022年までJAC(ジャパンアクションクラブ)でアクションを学ぶ。毎年年越しは千葉真一宅で過ごしていた。殺陣と現代アクションを得意とする。日本やアメリカで忍者ショーに出演。

### TIKTOK配信
定期で朝（6：00～）、夜（21：00～）TIKTOKでのオンライン配信中。天然感たっぷりのキャラクターで全国のファンとの交流を重ね、イベントなどの告知を行っている。

## 出演

### 映画
- スーパーヒーロー大戦GP 仮面ライダー3号（2015年3月21日、東映） - レースクイーン 役[1]
- 首（2023年11月23日、東宝） - くノ一 役

### テレビドラマ
- 獣電戦隊キョウリュウジャー第22話 (2010年、テレビ朝日) - 看護師役
- 「明日の光をつかめ2013夏」第26話 (2013年、東海テレビ) - 病院受付嬢役
- 烈車戦隊トッキュウジャー」第8話 (2014年、テレビ朝日) - 母親役
- 「おかしな刑事11」（2014年、テレビ朝日） - 間違われる親子娘 役[2]
- 「おかしな刑事12」（2015年、テレビ朝日） - 「平塚亭」店員 役[3]
- 「おかしな刑事13」（2015年、テレビ朝日） - 「平塚亭」店員 役
- 「おかしな刑事16」（2017年テレビ朝日） - 吉村愛子 役
- 「ジモトに帰れないワケあり男子の14の事情」(2021年、テレビ朝日) episode8 - 孫役
- 日曜劇場「マイファミリー」(2022年、TBS) 最終話 - 救急隊長
- 「おかしな刑事2022年忘れ!!大感謝スペシャル」（2022年テレビ朝日）-向井サチ役
- 妖ばなし第92話 (2023年、TOKYOMX2) - 紅鶴役
- 妖ばなし第95話 (2023年、TOKYOMX2) - 伯望希役

### 舞台
- 「アマテラス」劇団KOMACHI（2014年、俳優座劇場）
- 忍者ショー（2019年、アメリカロサンゼルス）
- 忍者ショー（2019年、東京タワー）
- 忍者ショー（2019年、上野恩賜公園）

### CM
- さくらインターネット WEBCM

### スチール
- 住友不動産

### ラジオ
- レインボータウンFM「Yu-ya&ゆかりのサンデーブランチトークショー」パーソナリティ (2021年-)

### イメージガール
- タックルベリー「13代目ベリーガールズ」（2017年）
- ミスワイン群馬ファイナリスト(2020年)
- 宇都宮競輪「らいりんガール」(2023年-)…『第40回　共同通信社杯GⅡ』のCMキャラクターにも選ばれ各メディアにて放映。大会中はバンクから選手の応援と競輪ファンサービスを行う。